# Tátralomnic
Tátralomnic (szlovákul: Tatranská Lomnica, németül: Tatralomnitz, lengyelül: Tatrzańska Łomnica) üdülőtelepülés, Magastátra város része Szlovákiában, az Eperjesi kerület Poprádi járásában. A Lomnici-csúcs alatti üdülőtelepülés egykor kis pásztorfalucska volt, mára a Tátra Ótátrafüreddel egyenrangú helye, mintegy 1650 lakosa van.

## Fekvése
Poprádtól 16 km-re északra, Ótátrafüredtől 6 km-re északkeletre fekszik, a Magas-Tátra keleti részének üdülőközpontja.

## Nevének eredete

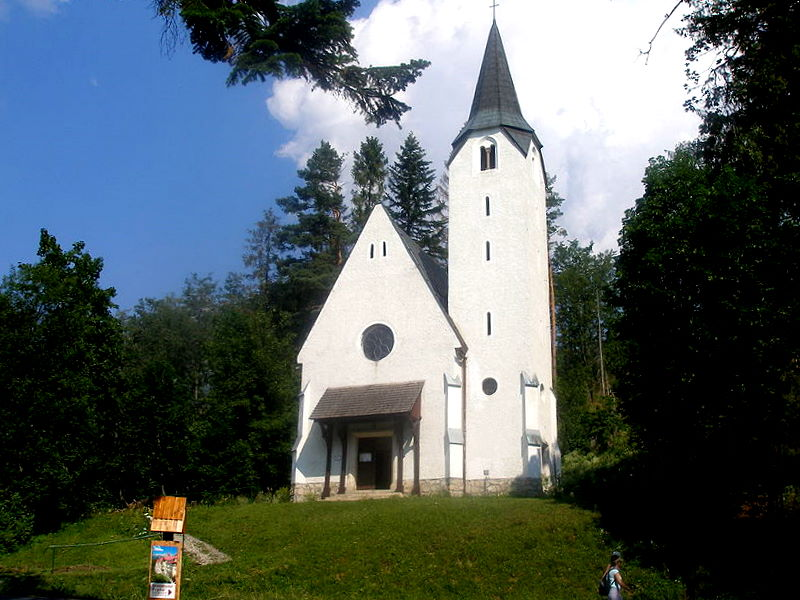
Evangélikus templom

A lomnic név először 1285-ben szerepel fluv. Lumpnitza alakban, egy patakra vonatkozóan. A szlovák lomnica (= kőpatak) pataknévből származik, az pedig a szlovák lom (= törés, kőfejtő, irtás) főnévből való.

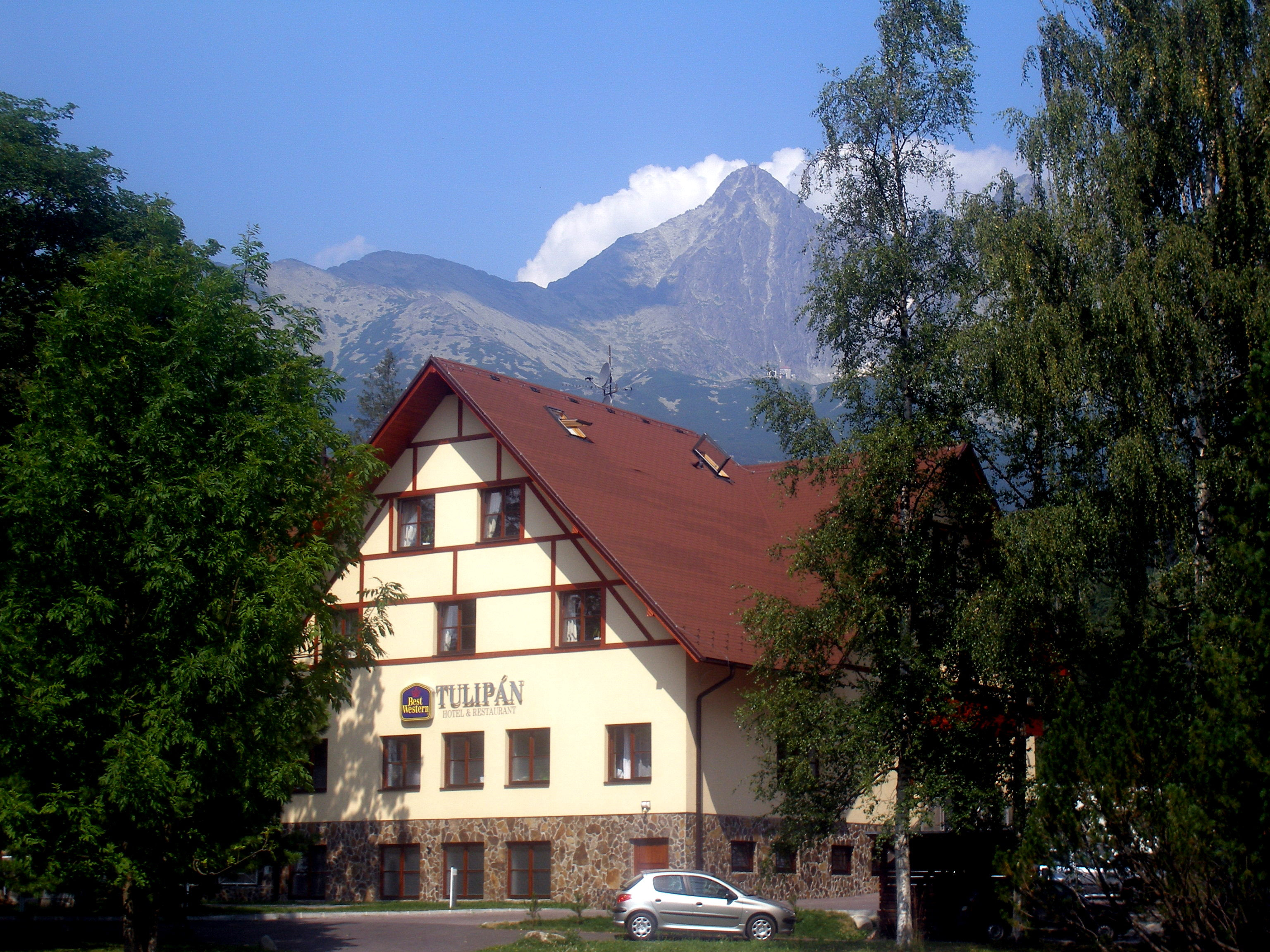
Tátralomnic

## Története
A terület a 20. századig Kakaslomnichoz tartozott. Tátralomnic fürdő- és üdülőtelep 1892-ben létesült a Magas-Tátra délkeleti lejtőjének Kakaslomnichoz tartozó részén, gróf Bethlen András földművelésügyi miniszter kezdeményezésére. A fürdő körül hamarosan építési telkeket osztottak, ahol az üdülők mellett 1895-ben felépült az első turistaszálló is. A Palota Szálló 1905-ben épült. A terület a trianoni diktátumig Szepes vármegye Késmárki járásához tartozott, majd Csehszlovákiához csatolták.
Tátralomnic 1947-ben alakult önálló községgé, majd 1999 óta Magastátra város része. Lakossága főleg a tátrai idegenforgalomból él. Itt található a Tátrai Nemzeti Park múzeuma, korábban a park kutatóállomása és igazgatósága is itt volt (az utóbbi ma Tátracsorbán található).

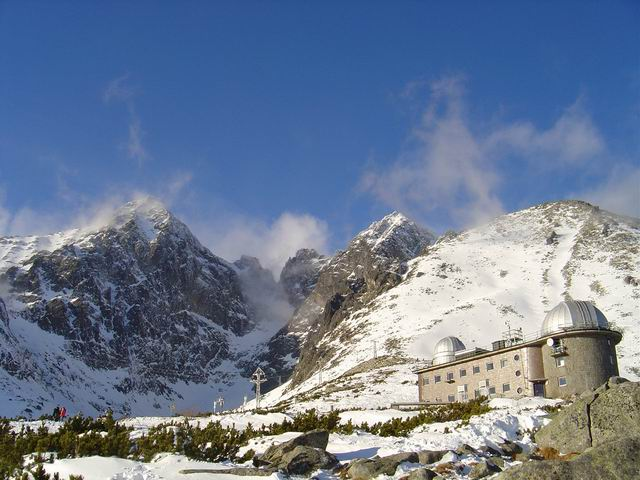
Obszervatórium a Kő-pataki-tónál

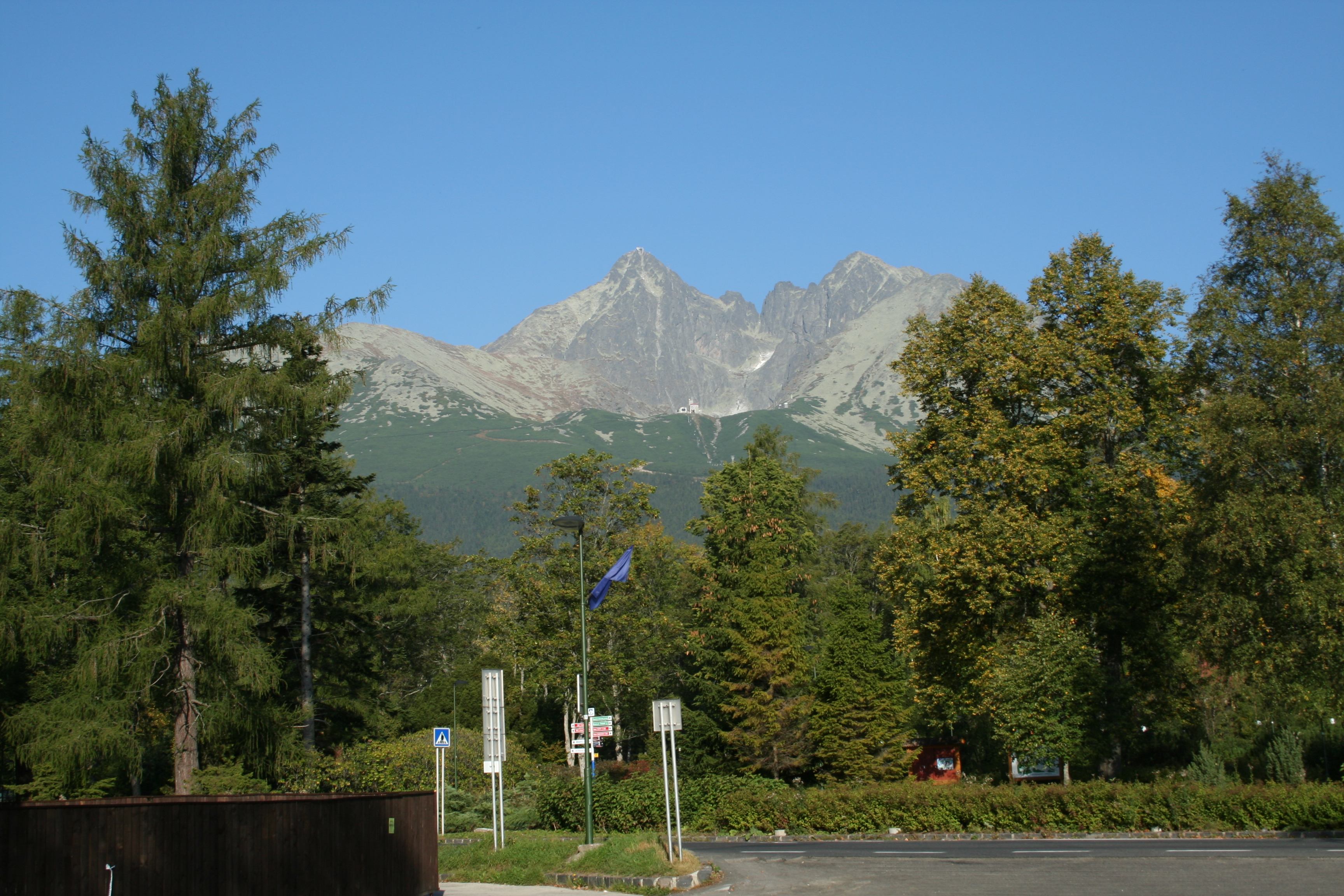
A Lomnici-csúcs Tátralomnicról

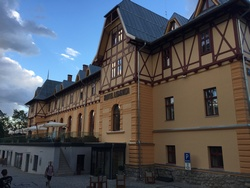
A Hotel Lomnica

## Nevezetességei
- Evangélikus templomát 1902-ben építették késő gótikus stílusban.
- A Széchényi nyaraló 1913-ban épült, 1959-1968 között benne volt a Tátrai Nemzeti Park múzeuma.
- A Tátra Múzeumot 1969-ben nyitották meg.
- Drótkötélpályája 1937-ben épült; a Palota Szálló mellől a Kő-pataki-völgybe, a Kő-pataki-tóhoz (Skalnaté pleso), majd a 2634 m magas Lomnici-csúcsra szállította az utasokat. A régi drótkötélpálya-állomás megtekinthető, de a drótkötélpályát teljesen felújították, az induló állomást is áttelepítették a település keleti oldalára. Egy átszállással lehet eljutni a Kőpataki-tóhoz. Innen indul a drótkötélpálya felső szakasza a Lomnici-csúcsra, célszerű ide elővételben megváltani a jegyet.
- Uszodája, szállodái vannak.
- 1894-ben épült fürdőháza ma teljesen elhagyottan áll. Belső festése, padlózata még eredeti, festett álmennyezete talán már beomlott. A központi csarnokból folyosók indulnak két irányba (férfi-női öltözők lehettek egykor), a fürdőmedence középen található. Az épület műemléki védettségbe való vétele indokolt lenne, hogy további pusztulása ne következzen be.
- Környéke bővelkedik a természeti szépségekben és látnivalókban.

## Külső hivatkozások
- Tátralomnic a Magas-Tátra turisztikai honlapján
- Tátralomnic a térképen
- Tátralomnic – síközpont
- Panoramio – képek